# Obing
Obing ist eine Gemeinde und ein Dorf im oberbayerischen Landkreis Traunstein.

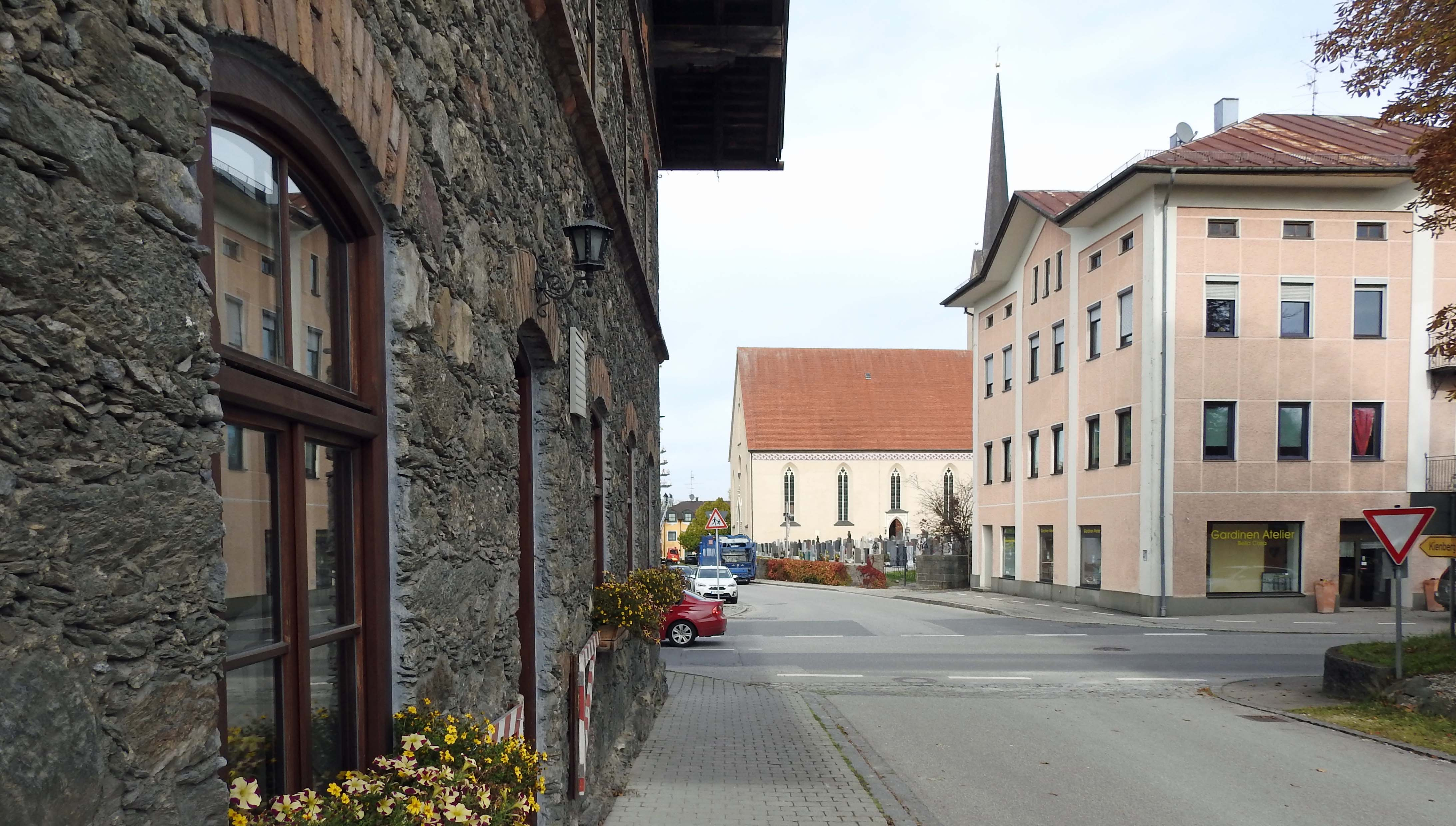
Ortsmitte Obing

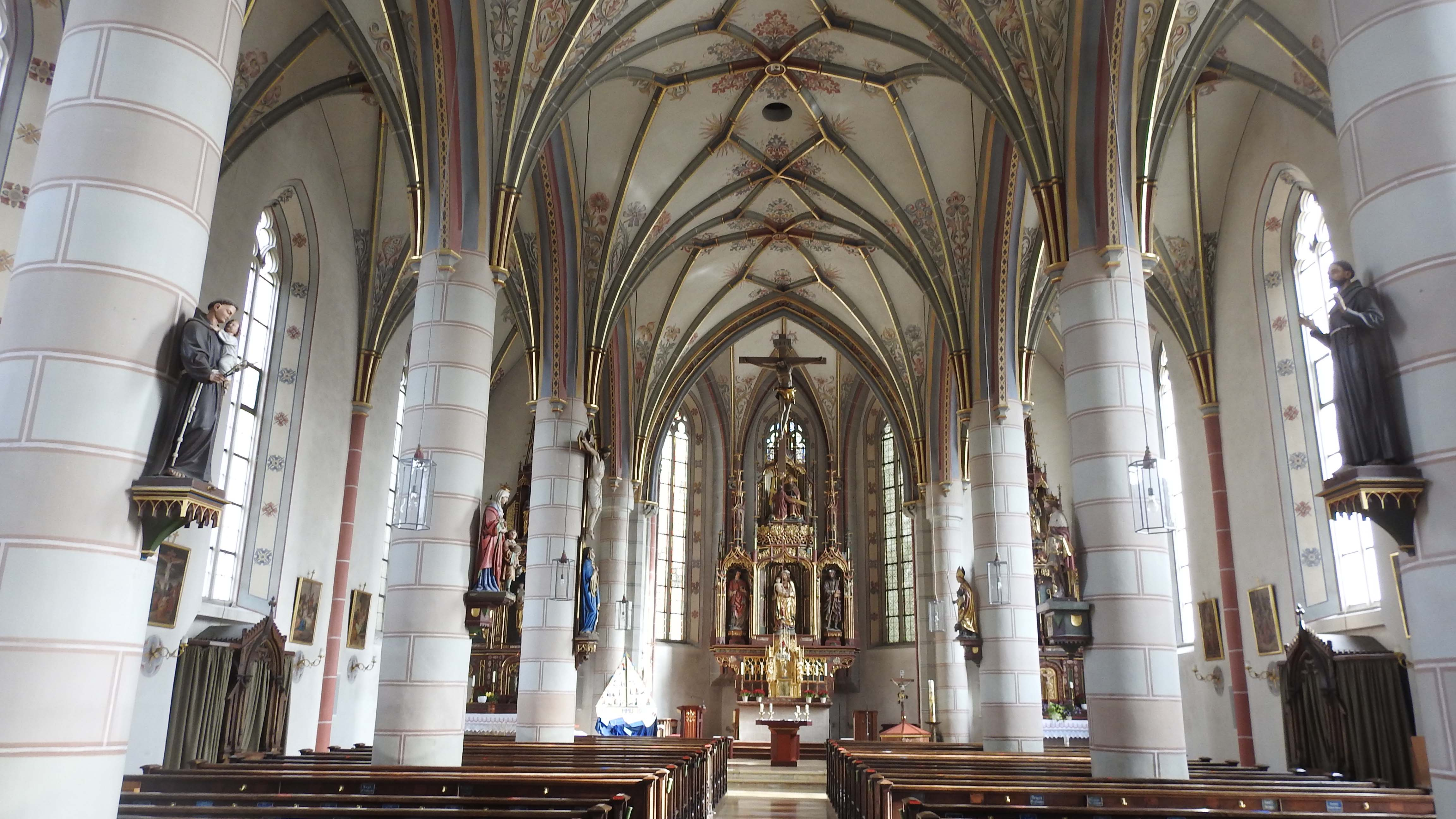
Pfarrkirche St. Laurentius in Obing

## Geografie
Der Hauptort liegt in der Voralpenlandschaft des Chiemgaus am Obinger See und etwa zehn Kilometer nördlich des Chiemsees.

### Gewässer
Im Gemeindegebiet liegen folgende Gewässer:
- Obinger See (31,18 ha)
- Griessee (9,21 ha)
- Brunnensee - umgangssprachlich auch nur Brunnsee genannt - (5,88 ha)
- Taubensee (3,5 ha)

Der Griessee, der Brunnensee und die umliegenden Moore gehören zum Naturschutzgebiet Seeoner Seen.
Die vier Seen nehmen 49,77 ha der 61 ha Wasserflächen im Gemeindegebiet ein.

### Flächenverteilung
Von den 4375 ha Fläche sind 3049 ha Landwirtschaftsflächen, weitere 931 ha Waldflächen und 61 ha Wasserflächen. 192 ha sind Bauflächen, 120 ha Verkehrsflächen und 22 ha sonstige Flächen.

### Extrempunkte
Höchster Punkt der Gemeinde ist mit 655 m der Scheitzenberg (48° 0′ 27″ N, 12° 21′ 28,5″ O), die tiefsten Punkte liegen mit 532 m am Griessee und Brunnensee.
Die größte Ausdehnung des Gemeindegebietes in Richtung Nord–Süd beträgt ca. 8,7 km Luftlinie und in Richtung West/Ost ca. 10,3 km Luftlinie. Der nördlichste Punkt liegt bei 48° 3′ 14″ N, 12° 25′ 12,5″ O, der südlichste bei 47° 58′ 34,5″ N, 12° 25′ 58″ O. Der westlichste Punkt liegt bei 48° 0′ 48,5″ N, 12° 19′ 57,5″ O, der östlichste bei 47° 59′ 39″ N, 12° 28′ 5″ O.

### Nachbargemeinden
Die Nachbargemeinden innerhalb des Landkreises Traunstein sind im Nordwesten Schnaitsee, im Nordosten Kienberg, im Osten Altenmarkt an der Alz und im Süden Seeon-Seebruck und im Südwesten Pittenhart. Aus dem Landkreis Rosenheim kommt im Westen Amerang hinzu.

### Gemeindegliederung
Es gibt 60 Gemeindeteile:
- Albertaich (A)
- Allertsham (A)
- Attenberg (A)
- Autschachen
- Bach (A)
- Bernhaiming
- Diepertsham (A)
- Diepoldsberg (A)
- Ed
- Erlach (A)
- Frabertsham (A)
- Gallertsham (A)
- Großbergham
- Grössenberg
- Großornach
- Grub
- Haiming
- Hainham
- Hausen
- Helm (A)
- Herndling
- Herzog im Feld
- Hochbruck
- Honau
- Ilzham (A)
- Irlham (A)
- Jepolding
- Kafterbaum (A)
- Kirchholz (A)
- Kleinbergham
- Kleinornach
- Künering
- Landertsham
- Liedering (A)
- Lindach
- Mitterpirach (A)
- Moosmühl
- Niederham (A)
- Oberleiten
- Oberpirach (A)
- Obing
- Pfaffing
- Reit (A)
- Reiterberg (A)
- Roitham
- Rumersham
- Sachsenham
- Schabing (A)
- Schalkham
- Schlaipfering
- Schopf (A)
- Stockham
- Stöttwies
- Thalham
- Thorstadl
- Unterpirach (A)
- Voglöd (R)
- Waldhaiming
- Wolfegg (A)
- Zeismering

Die mit „A“ gekennzeichneten Gemeindeteile gehörten bis 1. Januar 1972 zur selbständigen Gemeinde Albertaich. Die vormals zur Gemeinde Albertaich gehörenden Gemeindeteile Eggerdach und Gröben wechselten zu diesem Zeitpunkt in die Gemeinde Amerang. Der Gemeindeteil Voglöd gehörte bis zum 1. Januar 1975 zur selbständigen Gemeinde Rabenden.

### Klima
Die Gemeinde liegt gemäß der Effektiven Klimaklassifikation im Mitteleuropäischen Übergangsklima (nach österreichischer Einteilung) zwischen Seeklimazone (Cfb), auch Buchenklima genannt, und borealer Zone (Dfb), auch Schnee-Wald-Zone genannt, mit den Faktoren:
- C = warmgemäßigte Regenklimate: Der kälteste Monat weist eine Mitteltemperatur zwischen 18 °C und −3 °C auf, der wärmste Monat hat eine Temperatur über 10 °C.
- D = Boreale Schnee-Wald-Klimate: Der kälteste Monat hat eine Temperatur von weniger als −3 °C, der wärmste Monat liegt über 10 °C.
- f = Typ Vollfeuchtes Klima: Alle Monate sind feucht.
- b = Untertyp: Alle Monate liegen unter 22 °C, es gibt aber noch mindestens vier Monate, die wärmer als 10 °C sind.

## Historische Kartographie
- 1568: Auf Philipp Apians Bairischen Landtafeln sind auf Tafel 19 von den heute zum Gemeindegebiet gehörigen Ortsteilen verzeichnet: Albertaich, Diepersberg, Frabertzheim, Kaffterpaum, Obing, Perckhaim, Pfeffing
- 1663: Auf der Sacri Romani imperii circuli et electoratus Bavariæ tabula chorographica von 1663 sind verzeichnet: Diepersberg, Fraberzhaim, Obing, Perkhaim und Pfaffing
- 1792: Auf Franz Johann Joseph von Reillys Karten des Herzogthums Oberbayern Pfleggerichte Neuötting, Mörmosen, Craiburg, Cling, Trosburg, Julbach und die Herrschaften Hohenaschau und Wildenwart oder das Rentamt Burghausen ist auf der Nro. 161 des Rentamts Burghausen verzeichnet: Albertaich, Diebersberg, Perkhaim und Pfaffing. Obing selbst fehlt.

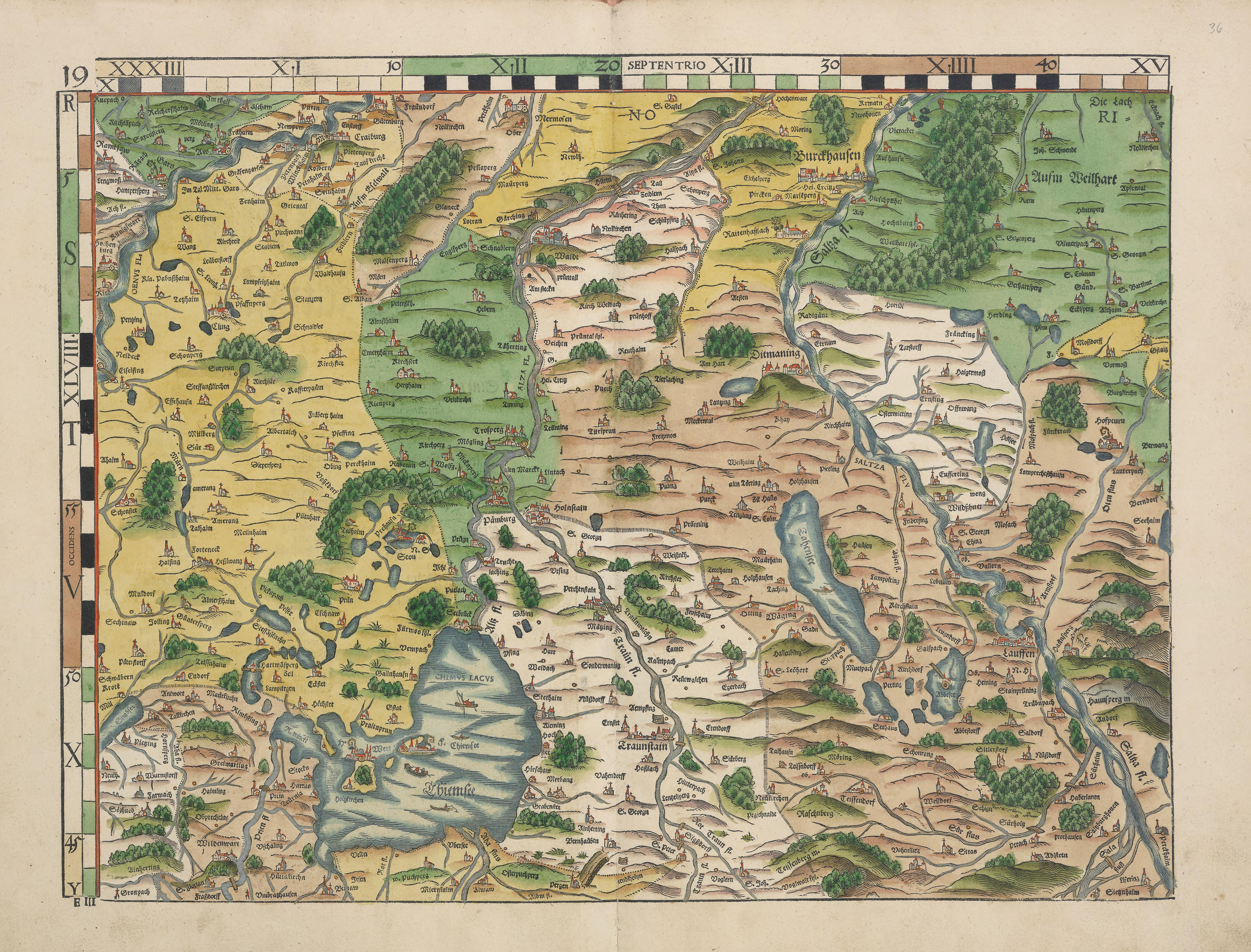
Apians Bairische Landtafeln - Tafel 19
Bavariae tabula chorographica
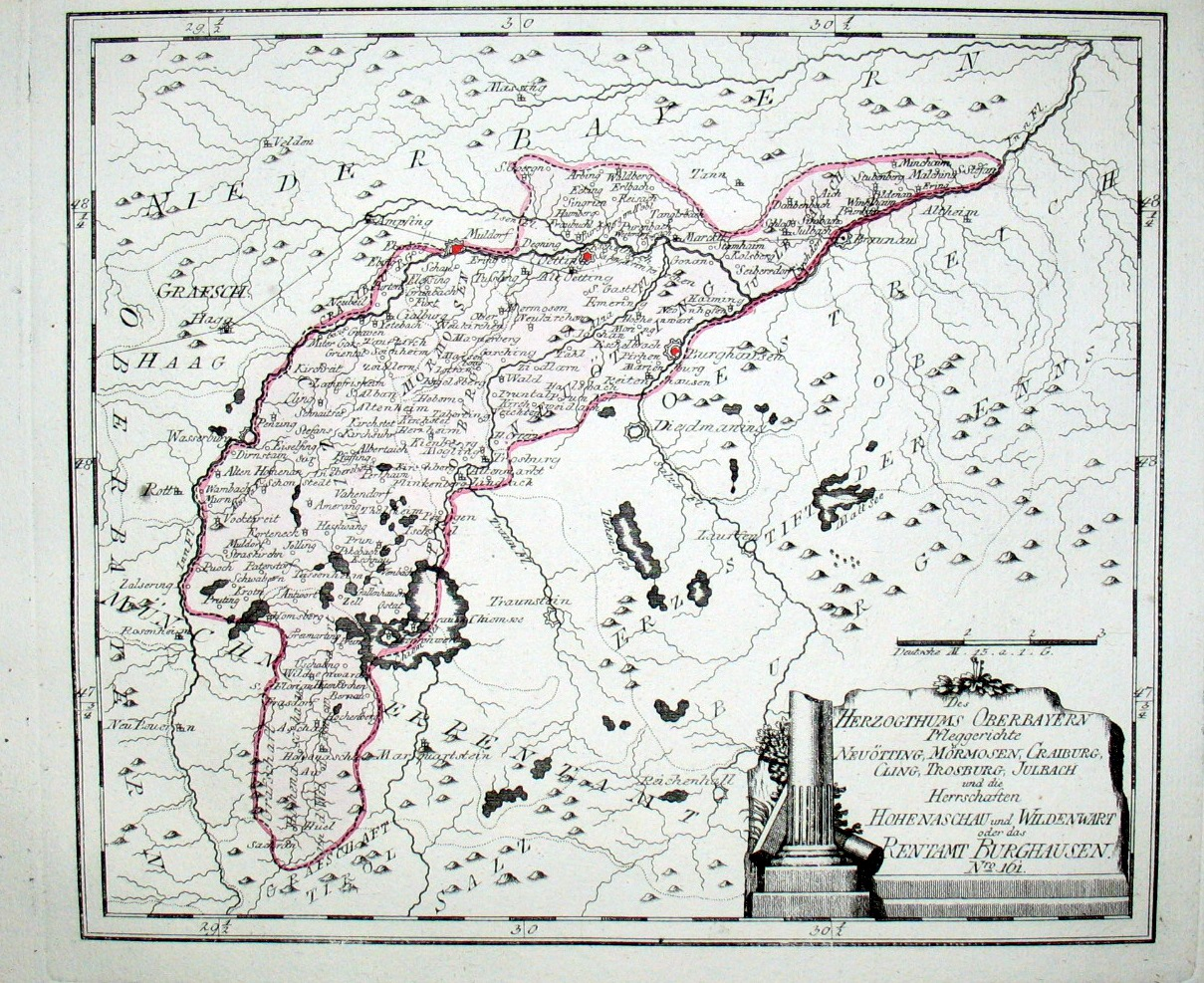
Von Reillys Karte des Rentamts Burghausen - Nro. 161
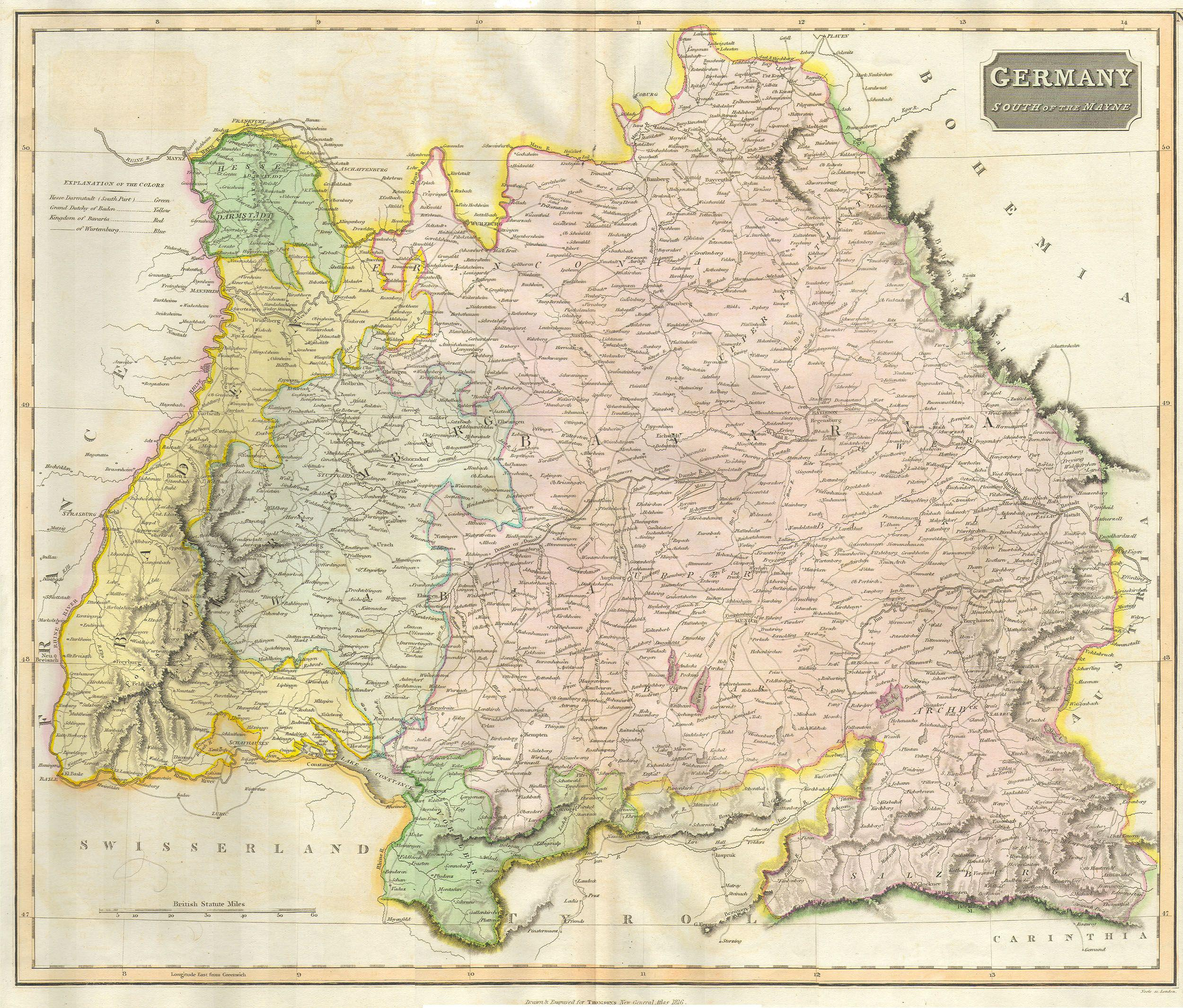
Thomson Map of Bavaria 1814
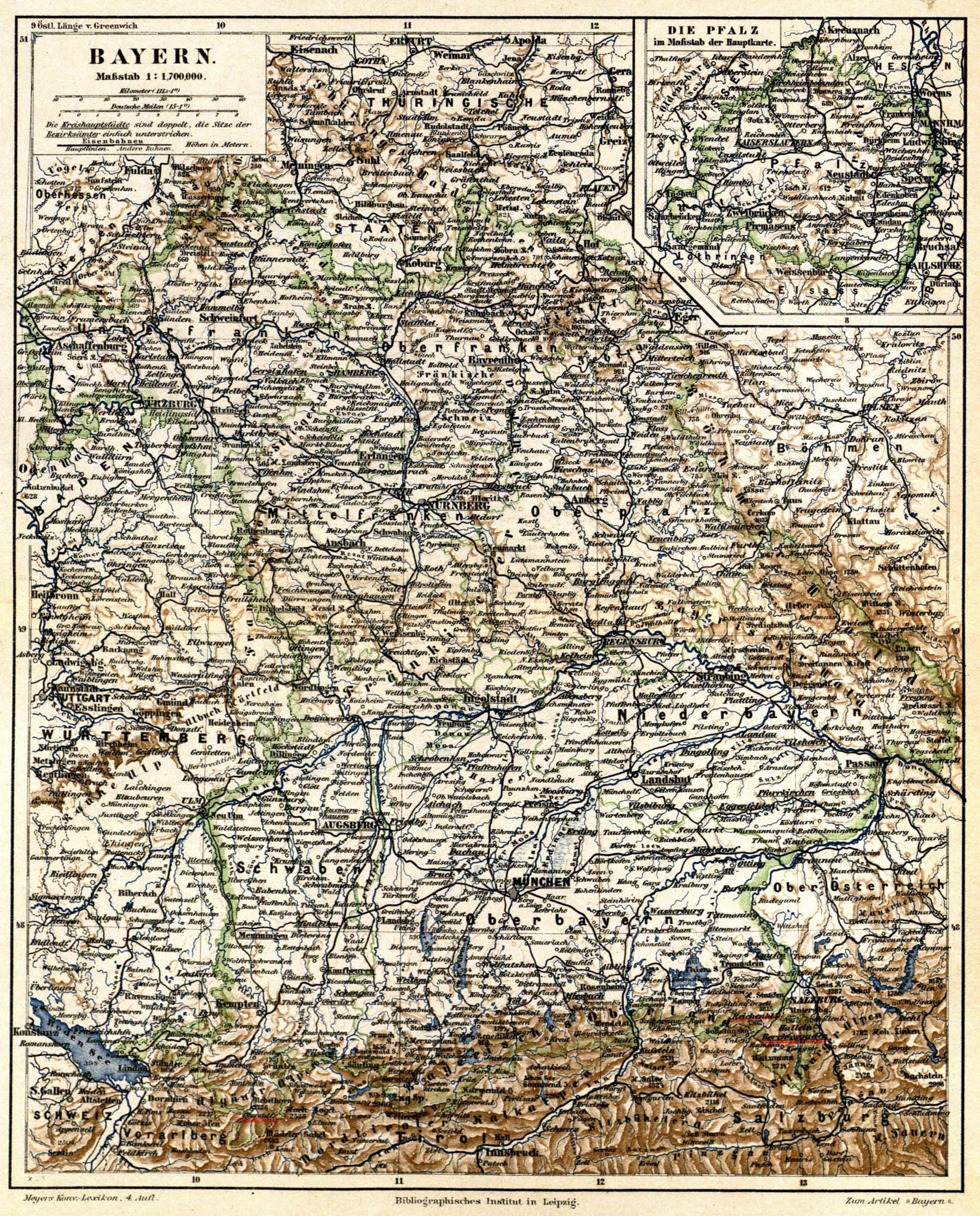
Bayernkarte von Meyers Konversationslexikon 1885/90

Auffälligerweise wird wegen der nach Frabertsham gewechselten Poststelle in Karten des 19. Jahrhunderts mitunter Frabertsham dem deutlich größeren Ort Obing kartographisch vorgezogen, so zum Beispiel auf der Thomson Map of Bavaria von 1814 und auf der Bayern-Karte der 2. bis 4. Auflage von Meyers Konversationslexikon (1885/90).
Die Urpositionsblätter 720, 721, 743 und 744 zeigen einen Großteil des Obinger Gemeindegebiets. Dabei ist das Positionsblatt 743 noch aus der Aufnahme von 1818 und Zeichnung von 1839 erhalten.

## Geschichte

### Stein- und Hallstattzeit
Ein Grabhügelfund bei Großbergham deutet bereits eine Besiedelung der Gegend in der Steinzeit an. In der keltischen Hallstattzeit führen erste Straßen durch das Gemeindegebiet, auf denen Salz und Bernstein transportiert wurden (vgl. Reichenhaller bzw. Güldene Salzstraße).

### Römerzeit

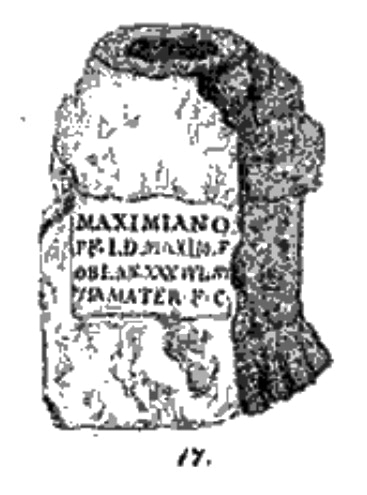
Grabaltar der Maximia Maxima

Ebenso sind für das Gemeindegebiet mehrere sich kreuzende Römerstraßen belegt. Ein 1814 im Friedhof gefundener Grabstein aus dem 2. oder 3. Jahrhundert nennt eine Iulia Avita, die ihrer Tochter Maximia Maxima den Stein gesetzt hat. In dieser Zeit lag Obing in der römischen Provinz Noricum und gehörte vielleicht noch zum Verwaltungsgebiet von Iuvavum (Salzburg).

### Nachrömische Geschichte
Nach der Zerstörung durch die Hunnen siedelten sich Bajuwaren an, für die ein Friedhof im Oberdorf und Reihengräber in Talham und in Pfaffing Zeugnis geben (6. Jh.). Im 8. Jahrhundert gab es laut der Notitia Arnonis und den Breves Notitiae des Erzbischofs Arno von Salzburg in Obing (Opinga) etwa 20 Häuser. Um 985 ist ein „Herrant de Opingin“ belegt.

### Schloss und Hofmark Obing

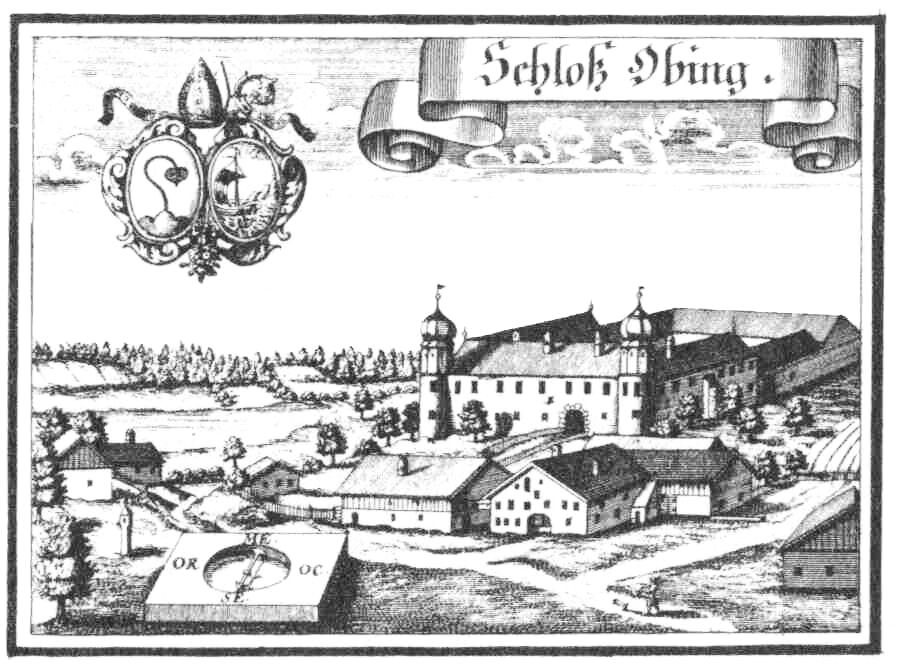
Schloss Obing

Spätestens die Falkensteiner errichteten auf dem so genannten Schlossberg ein Schloss, das 1247 an den Prinzen Ludwig von Bayern ging.
Obing war seit 1662 eine nicht geschlossene Hofmark des Klosters Seeon, die 1803 mit dem Kloster säkularisiert wurde. Auch die zunächst geplante politische Aufwertung – die Verlagerung des Landgerichts Kling nach Obing – wurde fallen gelassen, nachdem der König die Kosten hörte, die die Renovierung des Obinger Schlosses verursachen würde. So wurde das Schloss stattdessen abgebrochen.
1813 hatte der Ort 44 Hausnummern.

### Gemeindegründung und Eingemeindungen
Obing wurde im Zuge der Verwaltungsreformen in Bayern 1818 eine selbständige politische Gemeinde.
Am 1. Januar 1972 wurde die Gemeinde Albertaich eingegliedert.

### Verwaltungsgemeinschaft
Die Verwaltungsgemeinschaft Obing entstand im Jahr 1978 im Rahmen der Gebietsreform.

### Einwohnerentwicklung
Zwischen 1988 und 2018 wuchs die Gemeinde von 3252 auf 4294 um 1042 Einwohner bzw. um 32 %.
| 1840 | 1871 | 1900 | 1925 | 1939 | 1950 | 1961 | 1970 | 1987 | 1995 | 2001 | 2005 | 2010 | 2015 |
| 1485 | 1687 | 2209 | 2428 | 2378 | 3379 | 2795 | 2920 | 3226 | 3678 | 3900 | 3942 | 3978 | 4114 |

Für die zukünftige Entwicklung bis 2028 gilt der Demographie-Spiegel für Bayern.

## Religionen

### Christentumsgeschichte
Wann genau für Obing die Christianisierung anzusetzen ist, ist schwierig zu beantworten. Die Grabfunde und das typisch frühchristliche Patrozinium St. Laurentius sprechen für eine frühe Mission. Die Größe des Pfarrsprengels im Jahr 1195 weist darauf hin, dass er schon vor der Gründung des Klosters Seeon im Jahr 994 bestanden hat.
Für 1165 bis 1174/1182 ist der erste Pfarrer von Obing namentlich bekannt. Er hieß Heinrich von Geren/Gern.
Im Jahre 1491 wurde die im gotischen Stil neu errichtete Pfarrkirche St. Laurentius geweiht. 1868 bis 1871 wurde sie vergrößert.

### Christliche Gemeinden
Die römisch-katholische Pfarrei St. Laurentius Obing gehört heute zum Pfarrverband Obing im Dekanat Baumburg des Erzbistums München und Freising.
Die 1999 fertiggestellte Johanniskirche in Obing gehört zur evangelisch-lutherischen Kirchengemeinde Bad Endorf.

### Religiöse Zugehörigkeiten
Bei der Volkszählung vom 25. Mai 1987 zählten sich von insgesamt 3226 Einwohnern 2934 (90,9 %) zur römisch-katholischen Konfession, 192 (6 %) zur evangelisch-lutherischen Konfession. Am 9. Mai 2011 gaben von 3959 Einwohnern 3082 (77,8 %) an, römisch-katholisch zu sein, 249 (6,3 %) evangelisch-lutherisch.

## Verkehr

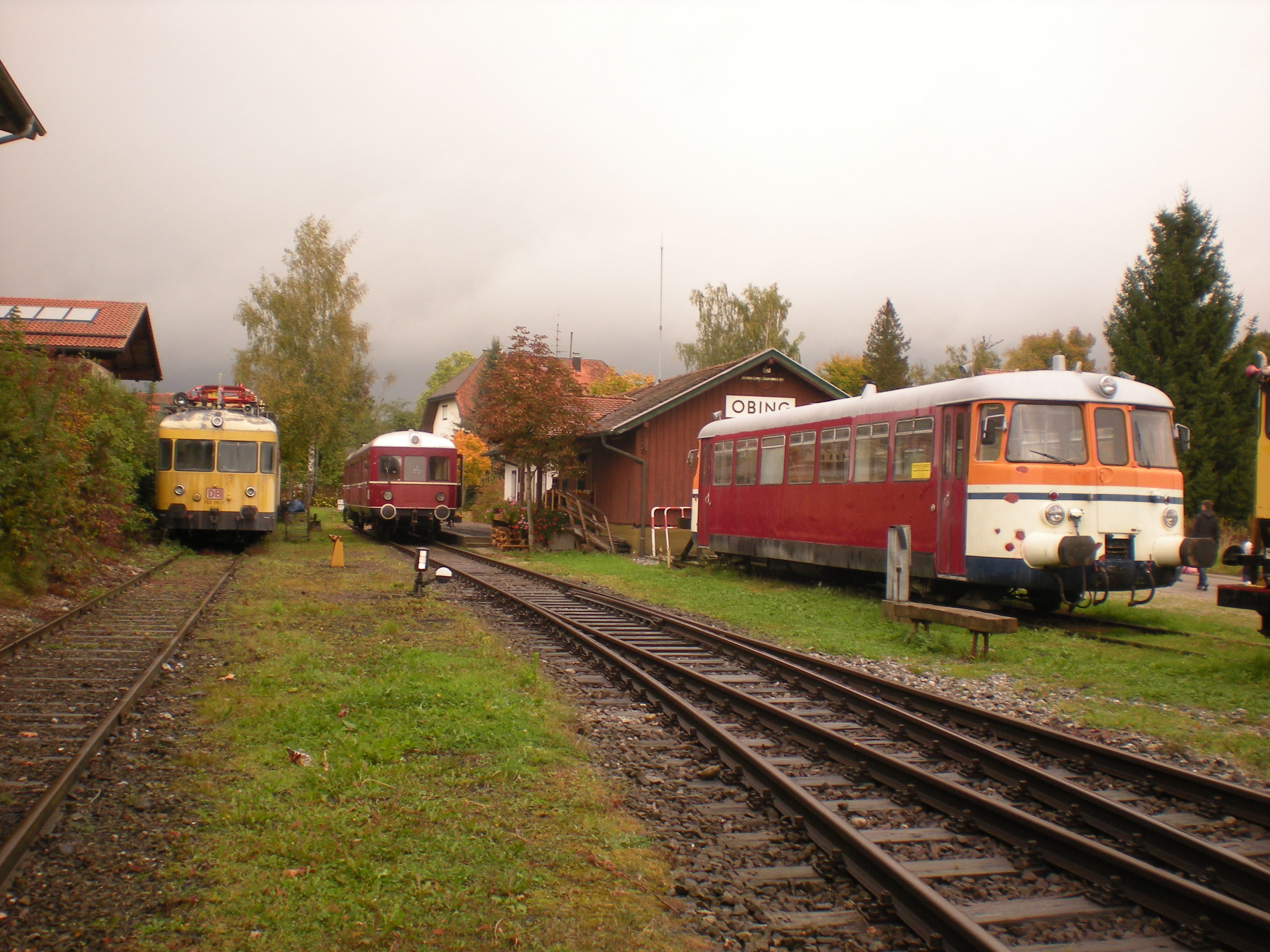
Bahnhof Obing

Obing liegt an der vielbefahrenen Bundesstraße 304.
Die Bahnstrecke zwischen Endorf (heute Bad Endorf) und Obing wurde gemäß dem Bayerischen Lokalbahngesetz geplant und gebaut. Im September 1908 folgte die Eröffnung als Lokalbahn Endorf – Obing. Der Betrieb wurde de facto 1996 von der Deutschen Bundesbahn eingestellt, die Strecke ist aber nicht juristisch stillgelegt. Eine Lokalbahninitiative forderte die Privatisierung der Strecke und erreichte teilweise die Wiederaufnahme der Personenbeförderung ab dem Jahr 2006. (siehe Chiemgauer Lokalbahn)
Weiter gibt es auch das Projekt eines Bürgerbusses, der Obing, Bad Endorf und Amerang verbindet.

## Politik

### Gemeinderat und Bürgermeister
Die Gemeinderatswahl am 15. März 2020 hatte folgendes amtliche Endergebnis:
|       | CSU | FREIE WÄHLER | Obinger Bürgerliste | Politische Alter- native Obing | Gesamt |
| ----- | --- | ------------ | ------------------- | ------------------------------ | ------ |
| Sitze | 6   | 3            | 4                   | 3                              | 16     |

Bürgermeister ist seit 1. Mai 2014 Josef Huber (Freie Wähler); dieser wurde am 15. März 2020 mit 96,6 % der Stimmen für weitere sechs Jahre gewählt.

### Wappen
| Wappen von Obing | Blasonierung: „Gespalten; vorne in Silber zwei schwarze verschlungene Großbuchstaben A, der eine aufrecht, der andere gestürzt; hinten fünfmal schräglinks geteilt von Gold und Schwarz.“ |
| Wappen von Obing | Wappenbegründung: Die Buchstaben A werden dem Wappen des Adelsgeschlechts der Obinger zugeschrieben. Die zweite Hälfte teilt sich fünfmal schräglinks im Wechsel der Farben Gold und Schwarz. Diese wurde aus dem Wappen des Seeoner Abts Kolumban Freidlsperger übernommen, der die Hofmark Obing 1662 für das Kloster Seeon erworben hat. Das Wappen wird auf Beschluss des Gemeinderats und Zustimmung des Staatsministerium des Innern seit 1969 geführt. |

## Öffentliche Einrichtungen

### Bildungseinrichtungen
In der Gemeinde gibt es einen dreigruppigen kirchlichen Kindergarten im Ort selbst sowie einen integrierten Kindergarten, den „Kinderstadl“, in Liedering. Die Gemeinde hat eine Grund- und Hauptschule.

### Ämter
Das Rathaus Obing ist Sitz der Verwaltungsgemeinschaft Obing, die die Gemeinden Obing, Pittenhart und Kienberg umfasst.

## Sehenswürdigkeiten
Die dreischiffige gotische Pfarrkirche St. Laurentius hat einen neugotischen Hochaltar mit drei Schnitzfiguren des Meisters von Rabenden: Madonna mit Kind, heiliger Laurentius und heiliger Jakobus (1515). Die Kirche wurde 1492 geweiht und im 19. Jahrhundert durch zwei Joche nach Westen erweitert.
Die Friedhofskapelle St. Michael wurde 1870 errichtet.

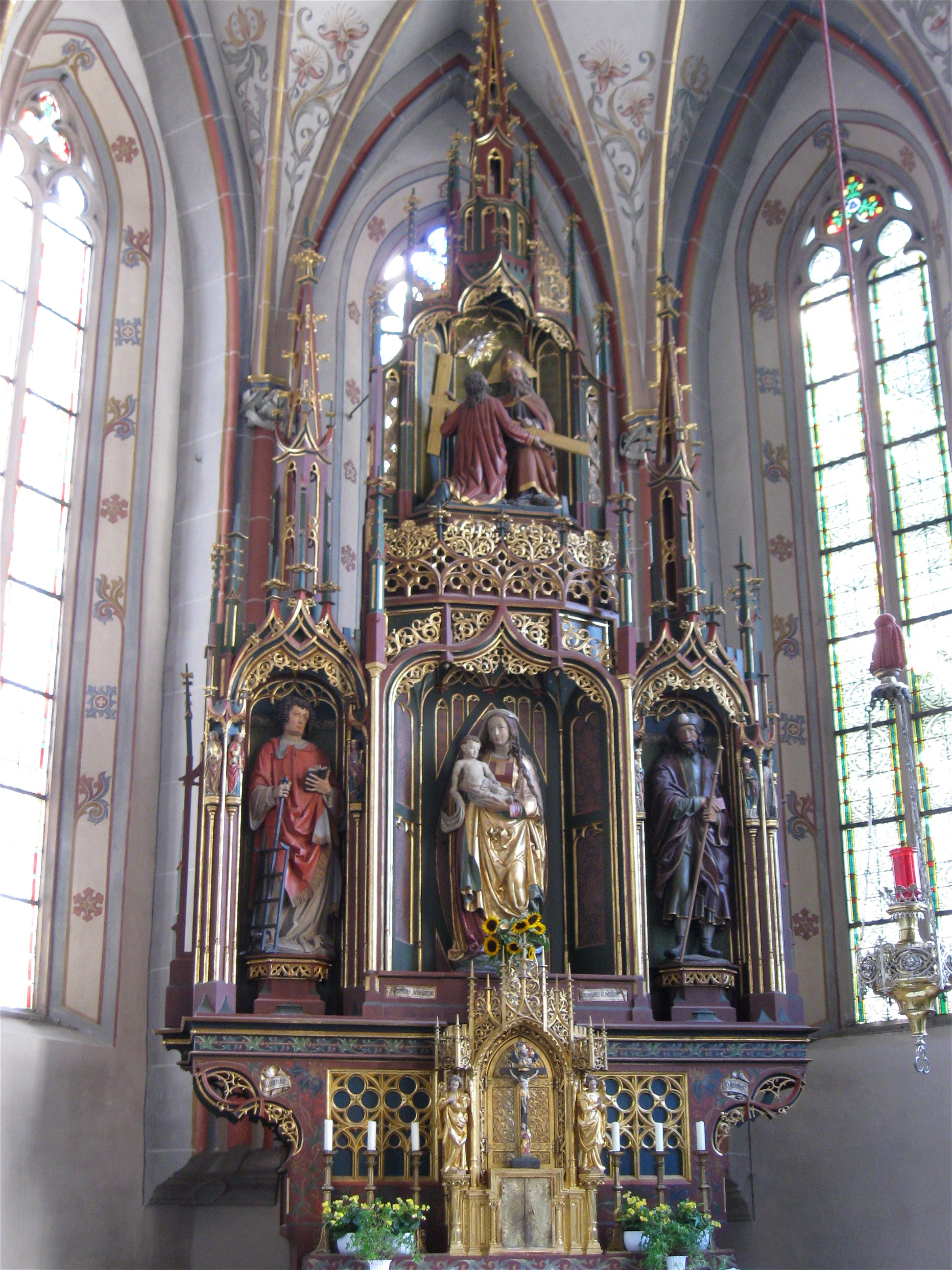
Hochaltar mit den drei Hauptfiguren des Meisters von Rabenden
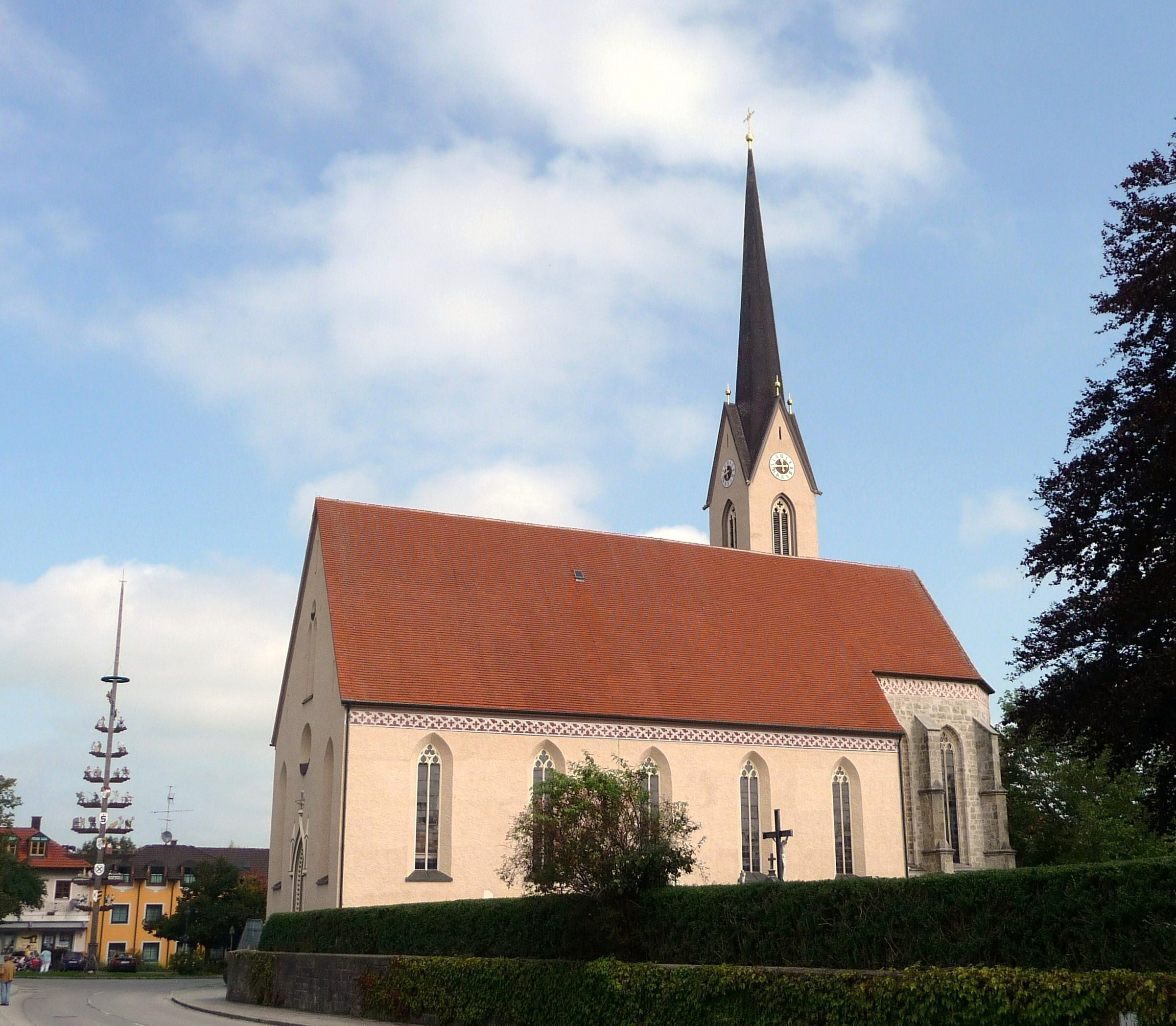
Pfarrkirche St. Laurentius
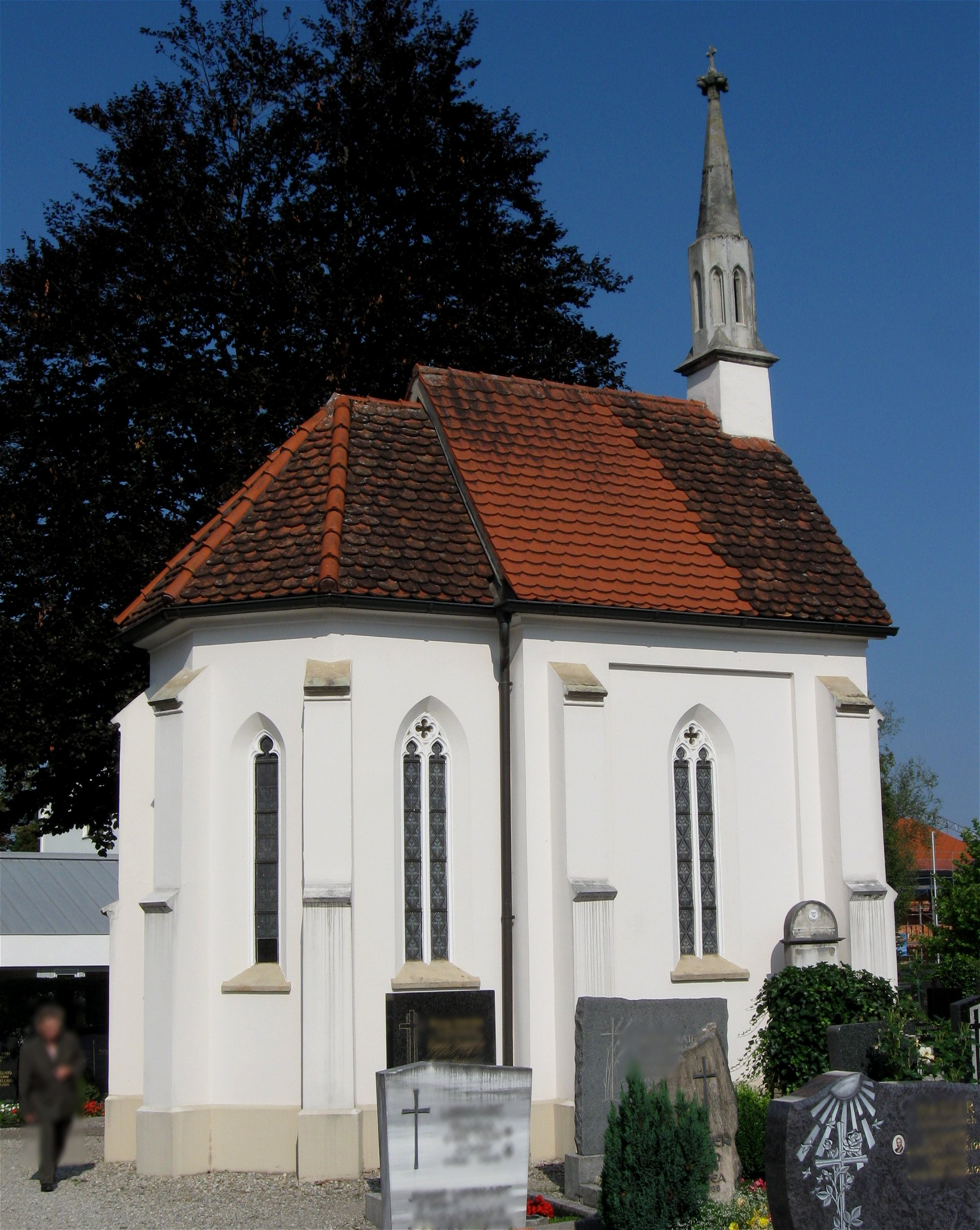
Friedhofskapelle St. Michael

## Persönlichkeiten
- Eckart Müllner (1941–2018), Neurologe